# Carlos Antonio Muñoz Cobo
Carlos Antonio Muñoz Cobo (Úbeda, Andalusia, 25 d'agost de 1961) és un exfutbolista andalús. Va ser internacional amb la selecció espanyola.

## Biografia
A 19 anys va debutar a tercera divisió amb el CF Igualada i fou elegit com el millor jugador juvenil. Va ser fitxat pel Barcelona B, encara que continuà jugant amb l'Igualada com a cedit. Va arribar a jugar algun partit amb el primer equip del FC Barcelona però va haver d'anar-se cedit a altres clubs. Va estar cedit a l'Elx CF, Hèrcules CF, Reial Múrcia i Reial Oviedo. En aquest últim club va ser on realment triomfa i en la seva primera temporada a l'Estadi Carlos Tartiere va aconseguir ascendir a la primera divisió espanyola i ser el màxim golejador de la Segona Divisió.
Gràcies a aquesta temporada, els blaugranes van traspassar-lo a l'Atlètic de Madrid, però no es va adaptar al club matalasser. A l'any següent va tornar al Reial Oviedo com traspassat i va estar set temporades jugant al màxim nivell i demostrant la seva alta capacitat golejadora en el club carbayón. El 1996 tanca la seva etapa a Astúries i marxa a Mèxic, on jugarà a les files del Club Puebla i, per acabar, al Lobos BUAP.
Les bones actuacions li van reportar la internacionalitat amb la selecció de futbol d'Espanya en 6 ocasions, marcant 6 gols. El seu debut com va ser el 12 de setembre de l'any 1990 a Gijón en un Espanya 3 - Brasil 0 (marcant als 10 minuts), i el seu últim partit jugat com a internacional va ser el 27 de març de l'any 1991 a Santander en un Espanya 2 - Hongria 4. La mala relació amb el llavors seleccionador, Javier Clemente, amb qui havia coincidit a l'Atlètic de Madrid, va tancar-li les portes de la selecció.

## Trajectòria
- 1983/84 Barcelona B
- 1984/85 Elx CF
- 1985/86 Hèrcules CF
- 1986/87 Reial Múrcia
- 1987/88 Reial Oviedo
- 1988/89 Atlètic de Madrid
- 1989/96 Reial Oviedo
- 1996/98 Puebla FC (Mèxic)
- 2000/01 Lobos BUAP